# Virljana Tkatsj
Virlyana Tkatsj (Newark, 23 juni 1952) is een Amerikaans theaterhistoricus, dichteres en vertaalster. Tkatsj studeerde aan het Bennington College en aan de Columbia University School of the Arts.
Tkatsj is de Executive Director van de Yara Arts Group, een groep gelijkgestemde kunstenaars. In 1990 was Tkatsj een van de oprichters van Yara.
In 2010 schreef ze samen met Irena Makaryk het boek Modernism in Kyiv, een boek over uitvoerende en visuele kunst in de hoofdstad van Oekraïne.
In 1985 huwde ze Watoku Ueno, een decorontwerper die bij La Mama werkte.

## Prijzen
- Fulbright Fellowships
- National Theatre Translation Award
- Agni Review Poetry Translation Prize[10]

- Gemeinsame Normdatei: 1089517033
- International Standard Name Identifier: 0000 0001 1461 2188
- Library of Congress Control Number: n2002055094
- Nationale Bibliotheek van Tsjechië: mub2011625212
- Nationale Bibliotheek van Israël: 987007322608205171
- Nederlandse Thesaurus van Auteursnamen: 340370610
- SNAC: w67f0cv7
- Système universitaire de documentation: 088953327
- Virtual International Authority File: 53510022
- WorldCat: E39PBJwHjTmqhxrMVtq7MjwXBP